# Domingo Faustino Sarmiento
Domingo Faustino Sarmiento Albarracín (15 de fevereiro de 1811, San Juan - 11 de setembro de 1888, Assunção) foi um jornalista, escritor, político. educador e Presidente da Argentina.

## História
Vindo de uma família pobre, porém com antepassados ilustres, sua infância e formação foram profundamente influenciados por sua mãe Paula Albarracín. Sarmiento foi um autodidata e suas experiências daquela época estão publicadas em seu livro "Recuerdos de Provincia".
Durante a década de 1840, devido à sua oposição ao regime de Juan Manuel de Rosas, Sarmiento padeceu o exílio no Chile, onde ele escreveu seu livro mais famoso: "Facundo o Civilización y Barbarie", publicado em 1845, uma biografia do caudilho argentino Facundo Quiroga. Sarmiento, porém, usando Quiroga como pretexto, realizou neste livro um profundo estudo do fenômeno do Caudilhismo e um verdadeiro libelo contra Rosas e seu regime. No Chile, Sarmiento esteve sob a proteção de Manuel Montt, então ministro do interior, que o encarregou de aprimorar o sistema de educação pública chilena. Sarmiento assim, viajou pela Europa e pelos Estados Unidos, estudando seus sistemas educacionais. Seus relatos de viagem foram publicados em seu livro "Viajes".
Domingo F. Sarmiento é apontado como um dos maiores expoentes do romantismo argentino, devido ao seu papel relevante na chamada Geração de 1837. Porém, em seus escritos, vê-se profundas influências neoclássicas. Nos últimos anos de sua vida, ele aproximou-se do positivismo, como bem atesta seu último e mais polêmico livro: "Conflictos y armonías de las Razas de América".

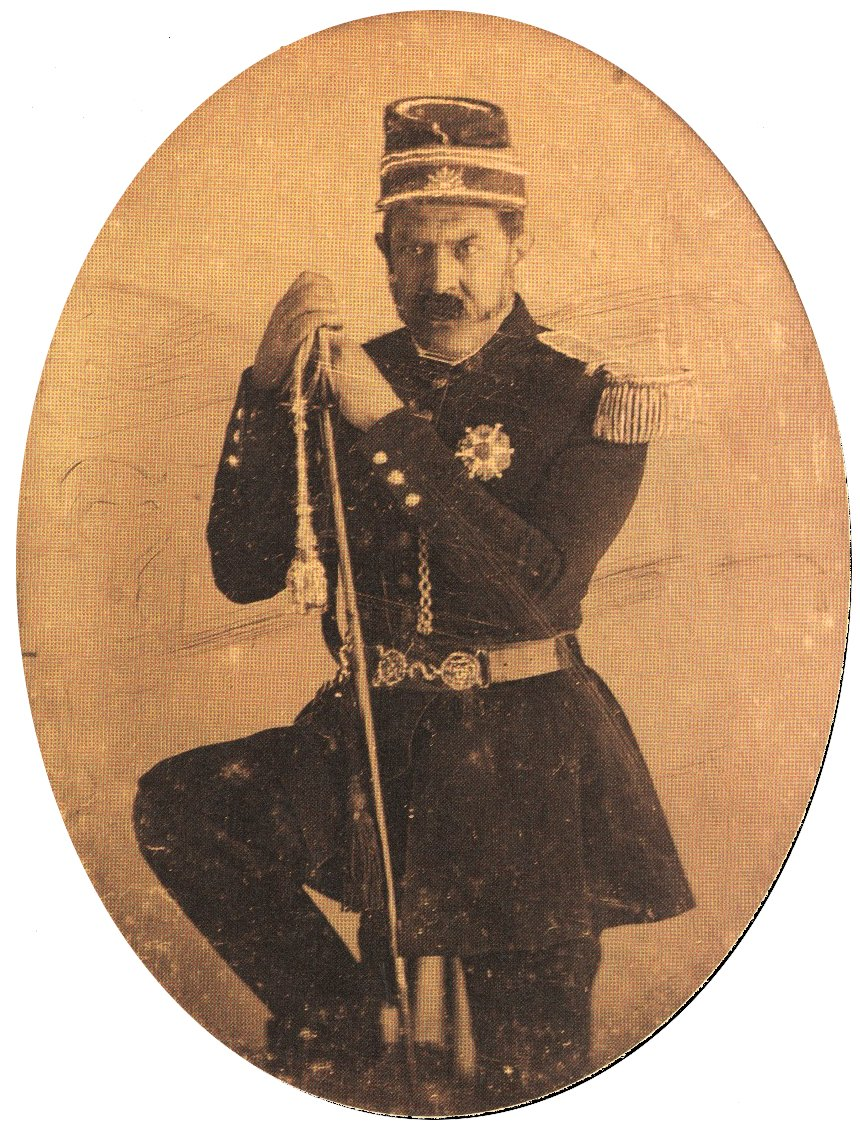
Sarmiento após a batalha de Caseros (1852).

Sarmiento integrou o chamado Grande Exército que derrubou Rosas em 1852, sob a liderança de Justo José de Urquiza, porém Sarmiento logo rompeu com este. Na década de 1860, tornou-se governador de sua província natal, San Juan e depois, embaixador da Argentina junto aos Estados Unidos. Enquanto exercia tal função, foi eleito presidente da Argentina para o período 1868-1874.
Tomou posse em 12 de outubro de 1868, sucedendo Bartolomé Mitre. Em seu governo, Sarmiento duplicou o número de escolas públicas na Argentina e construiu por volta de 100 bibliotecas públicas. A imigração européia também foi incentivada.
Durante sua presidência, concluiu-se a Guerra do Paraguai, na qual a Argentina anexou às custas do Paraguai, o território que hoje corresponde à província argentina de Formosa. Em 1870, Justo José de Urquiza foi assassinado durante uma revolta contra o governo central. Em 1874, Sarmiento entregou a presidência ao seu sucessor, Nicolás Avellaneda. Posteriormente, Sarmiento iria se opor ao regime conservador e excludente liderado pelo general Julio Argentino Roca e seus últimos anos de vida foram de contestação política e intelectual, a famosa "La Vejez de Sarmiento".
Morreu em 1888, em Assunção, capital do Paraguai, e hoje encontra-se sepultado no Cemitério da Recoleta, Buenos Aires.
Apesar de sua história estar relacionada ao racismo, sua efígie está estampada nas atuais notas de 50 pesos argentinos e não há cidade argentina que não tenha um logradouro público com seu nome.

## Principais Obras
- Mi defensa
- Facundo - Civilización y Barbarie - Vida de Juan Facundo Quiroga (1845)
- Viajes (1849)
- Recuerdos de Provincia (1850)
- Campaña del Ejército Grande (1852)
- Conflicto y armonías de las razas en América
- De la Educación Popular